# Live in Australia (Chris Isaak)
Live in Australia è un album dal vivo del musicista statunitense Chris Isaak, pubblicato nel 2008.

## Tracce
1. Speak of the Devil – 4:15
2. Let Me Down Easy – 4:05
3. Intro (To "I'll Go Crazy") – 1:37
4. I'll Go Crazy – 3:13
5. Go Walkin' Down There – 3:43
6. Wicked Game – 5:02
7. Lonely with a Broken Heart – 2:49
8. Intro (To "Baby Did a Bad Bad Thing") – 1:28
9. Baby Did a Bad Bad Thing – 4:26
10. This Love Will Last – 3:13
11. Waiting – 3:04
12. Blue Darlin' – 3:31
13. Intro (To "Only the Lonely") – 2:03
14. Only the Lonely – 2:51
15. One Day – 4:19
16. Somebody's Crying – 2:49
17. Blue Hotel – 3:14
18. San Francisco Days – 4:04
19. Dancin' – 4:08
20. Blue Spanish Sky – 3:57